# Banque continentale du Luxembourg
Pour les articles homonymes, voir BCL et Conti.
La Banque continentale du Luxembourg (BCL ou « Conti ») fut la propriété de Nadhmi Auchi, milliardaire anglo-irakien. La Banque continentale du Luxembourg était contrôlée conjointement par Nadhmi Auchi et Paribas jusqu'en 1994. En 1994, Nadhmi Auchi vendit ses parts à Paribas, qui vendit cet actif en 1996. KREDIETBANK S.A. LUXEMBOURGEOISE fut ensuite propriétaire à 100%.

## Les comptes de dirigeants africains et de Saddam Hussein
La Banque continentale du Luxembourg a compté parmi ses clients plusieurs dirigeants africains : Bokassa, Houphouët-Boigny, le colonel Kadhafi, le colonel Mobutu et le congolais Jean-Pierre Bemba. 
Selon un rapport contesté de l'ambassadeur de Belgique au Luxembourg, le dictateur irakien Saddam Hussein aurait également détenu un compte à la 'Conti'.